# Lista över böcker i Symfoniserien
Symfoniserien är en serie kärleksromaner utgiven på 1980-talet av Winthers Förlag.
| Volym | Titel                   | Författare | Utgivningsår |
| ----- | ----------------------- | ---------- | ------------ |
| 33    | Hennes odräglige granne | Tami Hoag  | 1989         |